# Родні Портер
Родні Роберт Портер (англ. Rodney Robert Porter; 8 жовтня 1917, Ньютон-ле-Віллоус — 7 вересня 1985, поблизу  Вінчестера) —  англійський біохімік, лавреат  Нобелівської премії з фізіології або медицини у 1972 році (спільно з  Джеральдом Едельманом) «за відкриття, що стосуються хімічної структури  антитіл».